# Stogursey
Stogursey è un villaggio con status di parrocchia civile nel West Somerset, in Inghilterra.